# Badia (Italië)

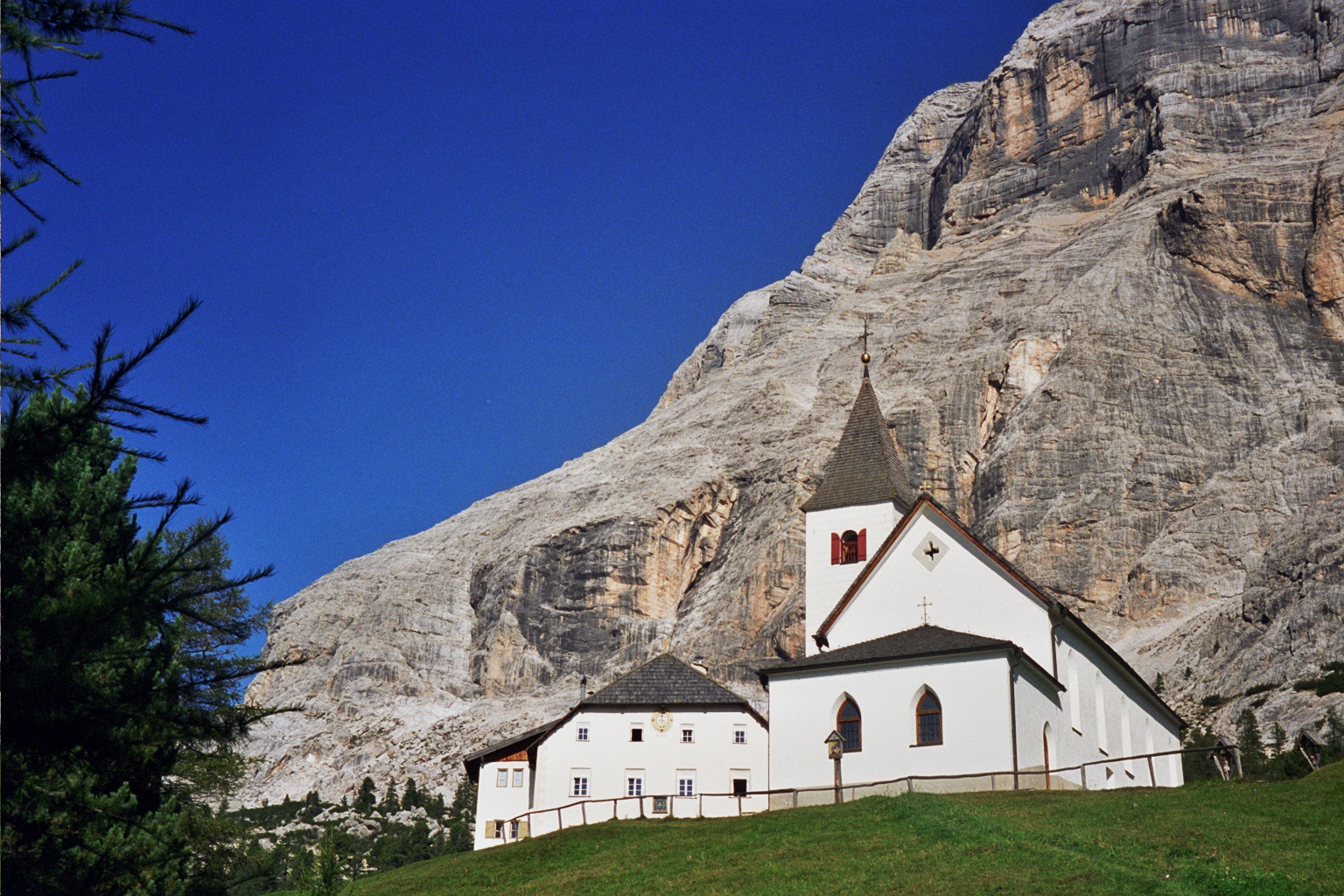
Kapel La Crusc met voormalig hospitium

Badia (klemtoon op de 'i') (Duits: Abtei, Italiaans: Badia) is een gemeente in de Italiaanse provincie Zuid-Tirol (regio Trentino-Zuid-Tirol) en telt 3151 inwoners (31-12-2004). De oppervlakte bedraagt 82,9 km², de bevolkingsdichtheid is 38 inwoners per km².
De volgende Fraktionen maken deel uit van de gemeente:
- La Ila (Stern, La Villa)
- Pedraces/Badia (Pedratsches, Pedraces)
- San Ciascian (Sankt Kassian, San Cassiano)
- San Linert/Badia (Sankt Leonhard, San Leonardo)

Badia is officieel één kern, bestaande uit de onderdelen San Linert en Pedraces.
De gemeente Badia behoort tot het Ladinische taalgebied: van de bevolking spreekt 93% Ladinisch, 4% Italiaans en 3% Duits.